# الخلافة العباسية في مصر
الخلافة العباسية في مصر هي الفترة التي تلت سقوط الخلافة في بغداد عام (656هـ/ 1258م) فتأسست الخلافة العباسية في مصر والتي كانت عاصمتها القاهرة حتى عام (923 هـ/1517م) وانتهت بتنازل الخليفة محمد المتوكل على الله عن الخلافة للسلطان سليم ليبدأ عهد الدولة العثمانية.

## الخلافة العباسية في القاهرة
بويع للخليفة المستنصر بالله الثاني بن الظاهر بأمر الله العباسي في القاهرة سنة 659 وهو عم الخليفة المستعصم بالله اللذي قتل على أيدي التتار ببغداد وأخ المستنصر بالله منصور باني المدرسة المستنصرية بالعراق فتلقب بلقب أخيه وسار بعد أشهر إلى الشام لانتزاعها من التتار وغاب ولم تنجح خطته بانكسار الجيش وفي سنة 661 من الهجرة قدم أحمد الحاكم بأمر الله العباسي إلى القاهرة ونظرا لانحداره من السلالة العباسية أثبت القضاء المصري نسبه إلى بني هاشم وبويع بموجب ذلك كخليفة امتدادا للعرش العباسي في بغداد، واستمرت مصر خلال العصر العباسي تحكم من خلال الولاة المعينين من قبل الخلافة العباسية، وثمة ما يجب ملاحظته هنا، فقد كان ولاة مصر في عهد الخلفاء الراشدين والأمويين من العرب تمشياً مع سياسة الدولة التي كانت عربية في سياستها وسيادتها، فقد كان الإشراف السياسي والإداري والحربي والقيادات العليا للعرب دون سواهم من الشعوب المحكومة، ولما كان العباسيون قد أشركوا غير العرب في الحكم فقد العرب امتيازهم.
- المماليك في العربية هم من سبوا دون أبائهم أو أماتهم، وكان المصدر الرئيسي لاستيرادهم هو الأسر في الحروب أو الشراء في أسواق النخاسة[5]

وشهد العصر العباسي في مصر وجود عدد من الولاة من عناصر غير عربية، فقد كان عنبسة بن اسحاق الضبي آخر الولاة العرب في العصر العباسي (238 - 242 هجرية)، وترتب عليه أن الوالي الذي كان يقوم بإمامة المسلمين في الصلاة أصبح ينيب عنه من يؤم المسلمين في الصلاة حيث لم يكن هؤلاء الولاة غير العرب يحسنون العربية.
وكانت فكرة تجنيد العبيد قد بدأت منذ عهد المأمون وأصبحت في عهود ضعف الدولة العباسية القوام الوحيد للجيش والمنبع الأساسي للسلطة؛ أما مماليك مصر فقد تمّ استقدامهم على يد السلاطين الأيوبيين وهم في الغالب شراكسة بيض، يتم تعليمهم القراءة والكتابة وحفظ القرآن وفنون القتال منذ الصغر. تولى المماليك حكم مصر عام 1250 بعد انقراض السلطنة الأيوبية
كذلك نلاحظ كثرة تغيير الولاة في مصر في العصر العباسي، فقد شهدت مصر منذ قيام العباسيين وحتى دخول الفاطميين اثنين وثمانين والياً تولى بعضهم مرتين.
رُوّع المسلمون بسقوط بغداد حاضرة الخلافة العباسية في (30 من المحرم 656 هـ = 6 من فبراير 1258م) في أيدي المغول الوثنيين بقيادة هولاكو، بعد أن قتلوا الخليفة المستعصم بالله العباسي هو وأهله، واستباحوا المدينة التليدة، فقتلوا السواد الأعظم من أهلها الذين قُدروا بنحو مليون قتيل، وأضرموا النيران في المدينة، وهدموا المساجد والقصور، وخربوا المكتبات وأتلفوا ما بها من كتب إما بإحراقها أو رميها في «دجلة»، وأصبحت المدينة بعد أن كانت درة الدنيا، وزهرة عواصم العالم، أثرًا بعد عين.
وشعر المسلمون بعد مقتل الخليفة المستعصم، وسقوط الخلافة العباسية التي ظلت تحكم معظم أنحاء العالم الإسلامي خمسة قرون بأن العالم على وشك الانتهاء، وأن الساعة آتية قريبا، وذلك لهول المصيبة التي وقعت بهم، وإحساسهم بأنهم أصبحوا بدون خليفة، وهو أمر لم يعتادوه منذ وفاة النبي صلى الله عليه وسلم، وصاروا يؤولون كل ظاهرة على أنها تعبير عن سخط الله وغضبه، واتخذوها دليلاً على ما سيحل بالعالم، من سوء لخلوه من خليفة.
ويعد المؤرخ الكبير ابن الأثير بدايات حملة المغول هذه (وقد توفي قبل سقوط بغداد) كارثة لم يحل مثلها بالعالم من قبل، ويقول: فلو قال قائل منذ خلق الله سبحانه وتعالى آدم وإلى الآن: لم يبتلَّ العالم بمثلها لكان صادقًا، فإن التواريخ لم تتضمن ما يقابلها ولا ما يدانيها.
وتداعت الأحداث سريعًا، وتعذر إحياء الخلافة العباسية مرة أخرى في بغداد التي أصبحت قاعدة للمغول الوثنيين، ثم اجتاحت جحافلهم الشام، فسقطت حلب بعد مقاومة عنيفة، واستسلمت دمشق، فدخلها المغول دون مقاومة.

خلفاء قريش من راشدين وأمويين وعباسيين.

### معركة عين جالوت
ولم يوقف زحفهم المدمر سوى انتصار المسلمين في معركة عين جالوت في (25 رمضان سنة 658هـ = 3 سبتمبر 1260م).
وتعد هذه المعركة من أهم المعارك في تاريخ العالم الإسلامي، بل في تاريخ العالم، إذ أوقفت زحف المغول، وأنزلت بهم هزيمة مدوية أحالت دون تقدمهم إلى مصر وكانوا على مقربة منها، ومنعت زحفهم إلى ما وراءها من بلاد العالم الإسلامي، وأنقذت معالم الحضارة الإسلامية في تلك البلاد من الدمار وأصبحت شاهدة على ما بلغته من مجد وتفوق.
وكان من نتائج هذا النصر المجيد أن أصبح أمر إعادة الخلافة العباسية ممكنًا، فما إن علم السلطان قطز بطل معركة عين جالوت، حين قدم دمشق بوجود أمير عباسي يدعى «أبا العباس أحمد» حتى استدعاه، وأمر بإرساله إلى مصر، تمهيدًا لإعادته إلى بغداد، وإحياء الخلافة العباسية.
ولما تولى بيبرس الحكم بعد مقتل قطز أرسل في طلب الأمير أبي العباس أحمد، الذي كان قد بايعه قطز في دمشق، لكنه لم يحضر، وسبقه إلى القاهرة أمير آخر من أبناء البيت العباسي اسمه «أبو القاسم أحمد» واستعد السلطان الظاهر بيبرس لاستقباله فخرج للقائه ومعه كبار رجال الدولة والأعيان والعلماء، ولما وقع نظر السلطان على هذا الأمير العباسي ترجل عن فرسه إجلالا له، وعانقه، وركب معه يتبعهما الجيش حتى وصلا إلى القلعة، وهناك بالغ السلطان في إكرامه والتأدب معه، فلم يجلس على مرتبة ولا فوق كرسي بحضرة هذا الأمير العباسي.
وفي يوم الإثنين (13 رجب 659 هـ = 19 من يونيو 1260 م) عقد السلطان مجلسا بالديوان الكبير بالقلعة حضره القضاة والعلماء والأمراء، وشيخ الإسلام عز الدين بن عبد السلام، وكبار رجال الدولة، وفي هذا المجلس شهد العرب الذين قدموا مع الأمير العباسي بصحة نسبه، وأقر هذه الشهادة قاضي القضاة تاج الدين ابن بنت الأعز وحكم بصحة نسبه وبايعه بالخلافة، ثم قام بعد ذلك الظاهر بيبرس وبايعه على العمل بكتاب الله وسنة رسوله، وعلى الأمر بالمعروف والنهي عن المنكر والجهاد في سبيل الله، وأخذ الأموال بحقها، وصرفها في مستحقتها، ثم قام الحاضرون بمبايعة الخليفة الذي تلقب باسم الخليفة المستنصر بالله.
ولما تمت البيعة قلد الخليفة المستنصر السلطان بيبرس البلاد الإسلامية وما ينضاف إليها، وما سيفتحه الله على يديه من بلاد الكفار، وكتب السلطان إلى النواب والحكام في سائر الولايات التابعة لمصر بأخذ البيعة للخليفة المستنصر، والدعاء له في خطبة الجمعة على المنابر والدعاء للسلطان من بعده، وأن تنقش السكة باسمهما.
شرع السلطان بيبرس في تجهيز جيش الخليفة، وإمداده بكل ما يحتاجه من جند وسلاح ومال، في سبيل إعادة الخلافة العباسية، وإقامتها في بغداد، وخرج السلطان مع الخليفة إلى دمشق، فبلغها في (ذي القعدة 659 هـ = 1261م)، وكان في عزمه أن يمد جيش الخليفة بعشرة آلاف جندي وفارس حتى يتمكن من استعادة بغداد من أيدي المغول، لكن السلطان بيبرس تراجع عن وعده، وأحجم عن المضي في هذا المشروع بعد أن وسوس له أحد أمرائه وخوّفه من مغبة نجاح الخليفة في استرداد بغداد لينازع بعد ذلك السلطان الحكم، فاكتفى بإمداده بقوات قليلة لم تكن كافية لتحقيق النصر على المغول، فانهزم الخليفة، وقُتل هو ومعظم من كان معه، في المعركة التي وقعت بالقرب من الأنبار في (المحرم 660 هـ = ديسمبر 1261م).
تهيأت الأحداث لإحياء الخلافة العباسية مرة أخرى، فأرسل بيبرس في استدعاء الأمير «أبي العباس أحمد» الذي سبق أن بايعه قطز، وكان قد نجا ونحو خمسين فارسًا من الهزيمة التي لحققت بالخليفة السابق، فوصل إلى القاهرة في (ربيع الآخر 660 هـ = مارس 1262م) واحتفل بيبرس بقدومه، وأنزله البرج الكبير بقلعة الجبل، وعقد له في (8 من المحرم 661 هـ = 21 نوفمبر 1262م) مجلسًا عامًا بالديوان الكبير بالقلعة، حيث قرئ نسبه على الحاضرين، بعدما ثبت ذلك عند قاضي القضاة تاج الدين ابن بنت الأعز، ولقب بالحاكم بأمر الله،
وبايعه السلطان على العمل بكتاب الله وسنة رسوله، فلما تمت البيعة أقبل الخليفة على السلطان، وقُلّد أمور البلاد والعباد، ثم قام الحاضرون بمبايعة الخليفة الجديد، وخُطب له على المنابر في مصر والشام وبهذا الإجراء الذي تم في هذا اليوم أُحييت الخلافة العباسية للمرة الثانية بالقاهرة، غير أن الظاهر بيبرس، لم يفكر في إعداد هذا الخليفة الثاني لاسترجاع بغداد وإحياء الخلافة بها، وإنما استبقاه في القاهرة ليكون على مقربة منه وتحت عينه، وجعل سلطته محدودة، لا تتعدى ذكر اسمه في الخطبة في مصر والأمصار التابعة لها، واستمرت الخلافة العباسية بمصر إلى أن فتحها العثمانيون على يد السلطان «سليم الأول».
وجدير بالذكر أن الخلافة العباسية لم تكسب في إحيائها كثيرًا، بعد أن صار الخلفاء العباسيون في مصر يفوضون السلاطين المماليك في إدارة شئون البلاد العامة دون تدخل منهم، واقتصر دورهم على حضور حفلات السلطنة وولاية العهد، وتهنئة السلاطين بالشهور والأعياد.
ومنذ أن أقيمت الخلافة العباسية في القاهرة تمتع السلاطين المماليك بمكانة ممتازة بين ملوك العالم الإسلامي؛ باعتبارهم حماة الخلافة والمتمتعين ببيعتها، كما حظيت القاهرة بشهرة دينية علمية واسعة بعد أن صارت حاضرة الخلافة العباسية الجديدة.
في عام 923 من الهجرة دخل العثمانيون مصر وسافر الخليفة العباسي المتوكل على الله محمد آخر الخلفاء العباسيين الهاشميين إلى دار السلطنة العثمانية والتقى بالسلطان العثماني سليم الأول وتنازل له عن الخلافة بموجب ترتيب يقتضي انتقال بيت الخلافة إلى المدينة المنورة وهو يعرف اليوم بآل الخليفتي ولهم أوقاف بها.

## اقرأ أيضا
- سقوط بغداد عاصمة الخلافة
- إمارة بستك العباسية.
- بهدينانيون.